# محمد سعد شحاته
محمد سعد شحاته (انگلیسی: Mohamed Saad Shehata؛ زادهٔ ۸ فوریهٔ ۱۹۶۱) بازیکن فوتبال اهل مصر بود.
وی همچنین در تیم ملی فوتبال مصر بازی کرده‌است.